# باتريك لانجه
باتريك لانجه (بالألمانية: Patrick Lange)‏ هو تريثلت ألماني، ولد في 25 أغسطس 1986 في باد فيلدونغن في ألمانيا.

## وصلات خارجية
- الموقع الرسمي
- باتريك لانج على موقع الاتحاد الدولي لألعاب القوى (الإنجليزية)
- باتريك لانج على موقع اتحاد الترياتلون الدولي (الإنجليزية)
- باتريك لانج على موقع IAT Triathlon Database (الإنجليزية)